# Browns Field
Browns Field är en park i Australien. Den ligger i delstaten New South Wales, i den sydöstra delen av landet, omkring 17 kilometer nordväst om delstatshuvudstaden Sydney.
Runt Browns Field är det mycket tätbefolkat, med 1 463 invånare per kvadratkilometer.. Närmaste större samhälle är Sydney, omkring 17 kilometer sydost om Browns Field. 
Runt Browns Field är det i huvudsak tätbebyggt. Genomsnittlig årsnederbörd är 1 380 millimeter. Den regnigaste månaden är februari, med i genomsnitt 200 mm nederbörd, och den torraste är juli, med 36 mm nederbörd.